# フマーネ
フマーネ（伊: Fumane）は、イタリア共和国ヴェネト州ヴェローナ県にある、人口約4,100人の基礎自治体（コムーネ）。

## 地理

### 位置・広がり

#### 隣接コムーネ
隣接するコムーネは以下の通り。
- ドルチェー
- マラーノ・ディ・ヴァルポリチェッラ
- サン・ピエトロ・イン・カリアーノ
- サンタンブロージョ・ディ・ヴァルポリチェッラ
- サンタンナ・ダルファエード

### 気候分類・地震分類
気候分類では、zona E, 2618 GGに分類される。
また、イタリアの地震リスク階級 (it) では、zona 2 (sismicità media) に分類される。

## 行政

### 分離集落
フマーネには、以下の分離集落（フラツィオーネ）がある。
- Breonio, Cavalo, Mazzurega, Molina

## 姉妹都市
- トラタリーアス、イタリア
- Urdinarrain、アルゼンチン
- Atapuerca、スペイン